# Sparianthis amazonica
Sparianthis amazonica är en spindelart som beskrevs av Simon 1880. Sparianthis amazonica ingår i släktet Sparianthis och familjen jättekrabbspindlar. Inga underarter finns listade i Catalogue of Life.